# Kasseler Sport-Verein Hessen Kassel 1982-1983
Questa voce raccoglie le informazioni riguardanti il Kasseler Sport-Verein Hessen Kassel nelle competizioni ufficiali della stagione 1982-1983.

## Stagione
Nella stagione 1982-1983 l'Hessen Kassel, allenato da Timo Konietzka, concluse il campionato di 2. Bundesliga al 4º posto. In Coppa di Germania l'Hessen Kassel fu eliminato al primo turno dallo Schalke 04.

## Rosa
| N. |                     | Ruolo | Calciatore         |
| -- | ------------------- | ----- | ------------------ |
| 1  | Germania (bandiera) | P     | Gerhard Siewert    |
| 1  | Germania (bandiera) | P     | Hans Wulf          |
| 3  | Germania (bandiera) | D     | Manfred Damerau    |
| 3  | Germania (bandiera) | D     | Bernd Hüter        |
| 3  | Germania (bandiera) | D     | Volker Münn        |
| 4  | Germania (bandiera) | D     | Stefan Panierschky |
| 4  | Germania (bandiera) | A     | Ulrich Wielandt    |
| 5  | Germania (bandiera) | D     | Günter Eymold      |
| 5  | Germania (bandiera) | D     | Walter Horch       |
| 6  | Germania (bandiera) | A     | Gerhard Grau       |

| N. |                     | Ruolo | Calciatore        |
| -- | ------------------- | ----- | ----------------- |
| 7  | Scozia (bandiera)   | A     | James Weir        |
| 8  | Germania (bandiera) | C     | Peter Kempa       |
| 8  | Germania (bandiera) | A     | Peter Cestonaro   |
| 9  | Germania (bandiera) | A     | Uwe Pallaks       |
| 10 | Svezia (bandiera)   | C     | Mats Nordgren     |
| 10 | Germania (bandiera) | A     | Helmut Hampl      |
| 11 | Germania (bandiera) | C     | Karl Bönisch      |
| 11 | Germania (bandiera) | A     | Heinz Traser      |
|    | Germania (bandiera) | C     | Uwe Eplinius      |
|    | Germania (bandiera) | C     | Werner Frohnapfel |

## Organigramma societario
Area tecnica
- Allenatore: Timo Konietzka
- Allenatore in seconda:
- Preparatore dei portieri:
- Preparatori atletici:

## Calciomercato

### Sessione estiva
| Acquisti | Acquisti      | Acquisti   | Acquisti |
| R.       | Nome          | da         | Modalità |
| -------- | ------------- | ---------- | -------- |
| D        | Günter Eymold | Norimberga |          |
| C        | Mats Nordgren | Öster      |          |

| Cessioni | Cessioni          | Cessioni        | Cessioni |
| R.       | Nome              | a               | Modalità |
| -------- | ----------------- | --------------- | -------- |
| C        | Winfried Döring   | FSV Francoforte |          |
| C        | Manfred Grawunder | CSC 03 Kassel   |          |
| C        | Klaus Zaczyk      | CSC 03 Kassel   |          |

### Sessione invernale
| Acquisti | Acquisti        | Acquisti  | Acquisti |
| R.       | Nome            | da        | Modalità |
| -------- | --------------- | --------- | -------- |
| A        | Peter Cestonaro | Darmstadt |          |

| Cessioni | Cessioni | Cessioni | Cessioni |
| R.       | Nome     | a        | Modalità |
| -------- | -------- | -------- | -------- |

## Risultati

### 2. Bundesliga

#### Girone di andata
| Arbitro: | Horeis |

|                                  |           |  |
| Vittinghoff 22’ (rig.) Lemke 69’ | Marcatori |  |

| Kassel 14 agosto 1982, ore 15:00 CEST 2ª giornata | Hessen Kassel | 0 – 0 referto | Friburgo | Auestadion (7 000 spett.)\| Arbitro: \| Mierswa \| |
| Arbitro:                                          | Mierswa       |               |          |                                                    |

| Arbitro: | Theobald |

|                                          |           |            |
| Kempa 29’ Nordgren 52’ (rig.) Eymold 85’ | Marcatori | 30’ Gorski |

| Arbitro: | Correll |

|                                                |           |                      |
| Hahn 42’ Cestonaro 63’ Salisch 71’ Mattern 84’ | Marcatori | 44’ Weir 65’ Pallaks |

| Arbitro: | Gabor |

|                             |           |            |
| Hampl 27’ Eymold 78’ (rig.) | Marcatori | 49’ Kunkel |

| Arbitro: | Redelfs |

|                                 |           |                          |
| Wielandt 32’ (aut.) Metzler 45’ | Marcatori | 2’ (rig.) Eymold 6’ Münn |

| Arbitro: | Werner |

|                               |           |  |
| Weir 16’ Traser 51’ Hampl 89’ | Marcatori |  |

| Arbitro: | Zimmermann |

|                   |           |  |
| Dubski 48’ (rig.) | Marcatori |  |

| Arbitro: | Puchalski |

|            |           |                        |
| Traser 55’ | Marcatori | 27’ Fagot 29’ Kostedde |

| Arbitro: | Pauly |

|               |           |                   |
| Linz 38’, 68’ | Marcatori | 58’ (rig.) Eymold |

| Arbitro: | Wiesel |

|                      |           |  |
| Traser 24’ Kempa 40’ | Marcatori |  |

| Arbitro: | Assenmacher |

|            |           |                                                           |
| Schuck 83’ | Marcatori | 3’ (rig.), 23’ Eymold 38’ Pallaks 78’ Traser 90’ Nordgren |

| Arbitro: | Neuner |

|                                 |           |                           |
| Eymold 43’ Kempa 62’ Traser 67’ | Marcatori | 54’ Michelberger 69’ Bein |

| Arbitro: | Wuttke |

|                                          |           |                                                            |
| Agatha 10’ Sarroca 79’ Kroner 82’ (rig.) | Marcatori | 8’ Münn 15’, 83’ Traser 58’, 68’ Pallaks 59’ (rig.) Eymold |

| Arbitro: | Walz |

|                      |           |  |
| Traser 10’, 65’, 74’ | Marcatori |  |

| Arbitro: | Risse |

|  |           |                        |
|  | Marcatori | 41’ Traser 89’ Pallaks |

| Arbitro: | Correll |

|                      |           |  |
| Hampl 24’ Traser 88’ | Marcatori |  |

| Arbitro: | Uhlig |

|            |           |            |
| Thomas 16’ | Marcatori | 76’ Traser |

| Arbitro: | Glaw |

|                                          |           |            |
| Eplinius 48’ Eymold 68’ (rig.) Hampl 86’ | Marcatori | 34’ Dreher |

#### Girone di ritorno
| Arbitro: | Schmidhuber |

|                 |           |                              |
| Traser 28’, 68’ | Marcatori | 34’ Schatzschneider 61’ Gede |

| Arbitro: | Eschweiler |

|                     |           |           |
| Benz 41’ Ludwig 77’ | Marcatori | 65’ Hampl |

| Arbitro: | Assenmacher |

|            |           |                    |
| Hayduk 15’ | Marcatori | 27’, 73’ Cestonaro |

| Arbitro: | Waltert |

|               |           |  |
| Cestonaro 60’ | Marcatori |  |

| Arbitro: | Huster |

|                                          |           |          |
| Elgert 17’ Kunkel 57’, 70’ Tinnefeld 60’ | Marcatori | 56’ Münn |

| Arbitro: | Mierswa |

|                                              |           |             |
| Eymold 7’ (rig.) Hampl 59’ Glaser 67’ (aut.) | Marcatori | 13’ Metzler |

| Arbitro: | Hontheim |

|                                                              |           |              |
| Lander 5’, 58’ Kaminsky 8’ Kehr 45’ Wegmann 47’ Bakalorz 50’ | Marcatori | 24’ Nordgren |

| Arbitro: | Werner |

|                                      |           |            |
| Wielandt 2’ Nordgren 65’ Pallaks 76’ | Marcatori | 79’ Helmes |

| Arbitro: | Glaw |

|                                 |           |  |
| Olaidotter 34’ Kempa 84’ (aut.) | Marcatori |  |

| Arbitro: | Retzmann |

|              |           |                   |
| Nordgren 10’ | Marcatori | 72’ (rig.) Sebert |

| Arbitro: | Hellwig |

|  |           |                         |
|  | Marcatori | 40’ Hampl 90’ Cestonaro |

| Arbitro: | Zimmermann |

|                                        |           |                      |
| Pallaks 10’, 35’ Traser 20’ Eymold 60’ | Marcatori | 42’ Schuck 90’ Kriar |

| Arbitro: | Engel |

|                        |           |  |
| Bein 82’ Grünewald 87’ | Marcatori |  |

| Arbitro: | Puchalski |

|  |           |             |
|  | Marcatori | 49’ Sarroca |

| Arbitro: | Kasperowski |

|               |           |  |
| Kirschner 89’ | Marcatori |  |

| Arbitro: | Bodmer |

|                    |           |  |
| Cestonaro 37’, 86’ | Marcatori |  |

| Arbitro: | Redelfs |

|  |           |              |
|  | Marcatori | 75’ Wielandt |

| Arbitro: | Michel |

|                                 |           |  |
| Eymold 21’ Hampl 48’ Traser 86’ | Marcatori |  |

| Arbitro: | Messmer |

|                                                                |           |             |
| Buchwald 9’ Täuber 47’ Dreher 60’ Susser 73’ (rig.) Müller 84’ | Marcatori | 67’ Bönisch |

### Coppa di Germania
| Arbitro: | Kautschor |

|              |           |  |
| Bittcher 84’ | Marcatori |  |

## Statistiche

### Statistiche di squadra
| Competizione      | Punti | In casa | In casa | In casa | In casa | In casa | In casa | In trasferta | In trasferta | In trasferta | In trasferta | In trasferta | In trasferta | Totale | Totale | Totale | Totale | Totale | Totale | DR  |
| Competizione      | Punti | G       | V       | N       | P       | Gf      | Gs      | G            | V            | N            | P            | Gf           | Gs           | G      | V      | N      | P      | Gf     | Gs     | DR  |
| ----------------- | ----- | ------- | ------- | ------- | ------- | ------- | ------- | ------------ | ------------ | ------------ | ------------ | ------------ | ------------ | ------ | ------ | ------ | ------ | ------ | ------ | --- |
| 2. Bundesliga     | 45    | 19      | 14      | 3       | 2       | 41      | 15      | 19           | 6            | 2            | 11           | 28           | 39           | 38     | 20     | 5      | 13     | 69     | 54     | +15 |
| Coppa di Germania | -     | 0       | 0       | 0       | 0       | 0       | 0       | 1            | 0            | 0            | 1            | 0            | 1            | 1      | 0      | 0      | 1      | 0      | 1      | -1  |
| Totale            | 45    | 19      | 14      | 3       | 2       | 41      | 15      | 20           | 6            | 2            | 12           | 28           | 40           | 39     | 20     | 5      | 14     | 69     | 55     | +14 |

### Andamento in campionato
| Giornata  | 1  | 2  | 3  | 4  | 5  | 6  | 7 | 8 | 9  | 10 | 11 | 12 | 13 | 14 | 15 | 16 | 17 | 18 | 19 | 20 | 21 | 22 | 23 | 24 | 25 | 26 | 27 | 28 | 29 | 30 | 31 | 32 | 33 | 34 | 35 | 36 | 37 | 38 |
| --------- | -- | -- | -- | -- | -- | -- | - | - | -- | -- | -- | -- | -- | -- | -- | -- | -- | -- | -- | -- | -- | -- | -- | -- | -- | -- | -- | -- | -- | -- | -- | -- | -- | -- | -- | -- | -- | -- |
| Luogo     | T  | C  | C  | T  | C  | T  | C | T | C  | T  | C  | T  | C  | T  | C  | T  | C  | T  | C  | C  | T  | T  | C  | T  | C  | T  | C  | T  | C  | T  | C  | T  | C  | T  | C  | T  | C  | T  |
| Risultato | P  | N  | V  | P  | V  | N  | V | P | P  | P  | V  | V  | V  | V  | V  | V  | V  | N  | V  | N  | P  | V  | V  | P  | V  | P  | V  | P  | N  | V  | V  | P  | P  | P  | V  | V  | V  | P  |
| Posizione | 17 | 18 | 10 | 11 | 10 | 10 | 7 | 9 | 12 | 14 | 9  | 8  | 8  | 7  | 6  | 6  | 5  | 4  | 4  | 4  | 5  | 5  | 3  | 3  | 3  | 4  | 4  | 4  | 5  | 4  | 3  | 4  | 4  | 5  | 5  | 4  | 4  | 4  |

Legenda:

Luogo: C = Casa; T = Trasferta. Risultato: V = Vittoria; N = Pareggio; P = Sconfitta.

### Statistiche dei giocatori
| Giocatore      | 2. Bundesliga | 2. Bundesliga | 2. Bundesliga | 2. Bundesliga | Coppa di Germania | Coppa di Germania | Coppa di Germania | Coppa di Germania | Totale   | Totale | Totale      | Totale     |
| Giocatore      | Presenze      | Reti          | Ammonizioni   | Espulsioni    | Presenze          | Reti              | Ammonizioni       | Espulsioni        | Presenze | Reti   | Ammonizioni | Espulsioni |
| -------------- | ------------- | ------------- | ------------- | ------------- | ----------------- | ----------------- | ----------------- | ----------------- | -------- | ------ | ----------- | ---------- |
| K. Bönisch     | 24            | 1             | 1             | 0             | 0                 | 0                 | 0                 | 0                 | 24       | 1      | 1           | 0          |
| P. Cestonaro   | 18            | 6             | 0             | 0             | 0                 | 0                 | 0                 | 0                 | 18       | 6      | 0           | 0          |
| M. Damerau     | 9             | 0             | 2             | 0             | 1                 | 0                 | 0                 | 0                 | 10       | 0      | 2           | 0          |
| U. Eplinius    | 38            | 1             | 2             | 0             | 1                 | 0                 | 0                 | 0                 | 39       | 1      | 2           | 0          |
| G. Eymold      | 38            | 12            | 2             | 0             | 1                 | 0                 | 0                 | 0                 | 39       | 12     | 2           | 0          |
| W. Frohnapfel  | 9             | 0             | 0             | 0             | 1                 | 0                 | 0                 | 0                 | 10       | 0      | 0           | 0          |
| G. Grau        | 33            | 0             | 6             | 0             | 1                 | 0                 | 0                 | 0                 | 34       | 0      | 6           | 0          |
| H. Hampl       | 36            | 8             | 5             | 0             | 1                 | 0                 | 0                 | 0                 | 37       | 8      | 5           | 0          |
| W. Horch       | 9             | 0             | 0             | 0             | 0                 | 0                 | 0                 | 0                 | 9        | 0      | 0           | 0          |
| B. Hüter       | 1             | 0             | 0             | 0             | 0                 | 0                 | 0                 | 0                 | 1        | 0      | 0           | 0          |
| P. Kempa       | 37            | 3             | 4             | 0             | 1                 | 0                 | 1                 | 0                 | 38       | 3      | 5           | 0          |
| V. Münn        | 37            | 3             | 4             | 0             | 1                 | 0                 | 0                 | 0                 | 38       | 3      | 4           | 0          |
| M. Nordgren    | 35            | 5             | 0             | 0             | 0                 | 0                 | 0                 | 0                 | 35       | 5      | 0           | 0          |
| U. Pallaks     | 34            | 8             | 9             | 0             | 1                 | 0                 | 0                 | 0                 | 35       | 8      | 9           | 0          |
| S. Panierschky | 3             | 0             | 0             | 0             | 0                 | 0                 | 0                 | 0                 | 3        | 0      | 0           | 0          |
| G. Siewert     | 0             | 0             | 0             | 0             | 0                 | 0                 | 0                 | 0                 | 0        | 0      | 0           | 0          |
| H. Traser      | 30            | 17            | 1             | 0             | 0                 | 0                 | 0                 | 0                 | 30       | 17     | 1           | 0          |
| J. Weir        | 19            | 2             | 1             | 0             | 1                 | 0                 | 0                 | 0                 | 20       | 2      | 1           | 0          |
| U. Wielandt    | 35            | 2             | 9             | 0             | 1                 | 0                 | 0                 | 0                 | 36       | 2      | 9           | 0          |
| H. Wulf        | 38            | 0             | 1             | 0             | 1                 | 0                 | 0                 | 0                 | 39       | 0      | 1           | 0          |